# Marmanhac
Marmanhac é uma comuna francesa na região administrativa de Auvérnia-Ródano-Alpes, no departamento de Cantal. Estende-se por uma área de 24,16 quilômetros quadrados. Em 2010 a comuna tinha 760 habitantes (densidade: 31,5 hab./km²).